# Византийский музей Закинфа
Византийский музей За́кинфа (греч. Βυζαντινό Μουσείο Ζακύνθου, МФА: [viza(n)diˈno muˈsio zaˈcinθu]) — музей византийской культуры в Греции, находящийся в Закинтосе. Открылся для публики в 1960 г.

## История
История музея связана с первой археологической коллекцией, которая была собрана в Закинтосе в 1882 году. Позже, в 1908 году, был основан Музей средневековых и византийских древностей, который выставлял свои работы в арендованном здании. В 1919 году был перенесен в церковь Пантократора.
Здание музея было построено после землетрясения 1953 г. и новое здание открылся в 1960 году.